# Trampörtssläktet
Trampörtssläktet, även kallade slideknäsläktet, trampörter eller pilörtsläktet (Polygonum), är ett växtsläkte i familjen slideväxter. 
Arterna förekommer utbredda över hela jorden, huvudsakligen i de tempererade områdena. De är ett- eller fleråriga örter, mera sällan halvbuskar med upprätt, nedliggande eller slingrande, starkt knöligt ledad stam, hela blad med stipelslida och vita eller röda blommor, sittande i på olika sätt ordnade knippen. I Sverige förekommer ett tiotal arter främst som ogräs jämte en del underarter och hybrider.